# Pesto alla trapanese

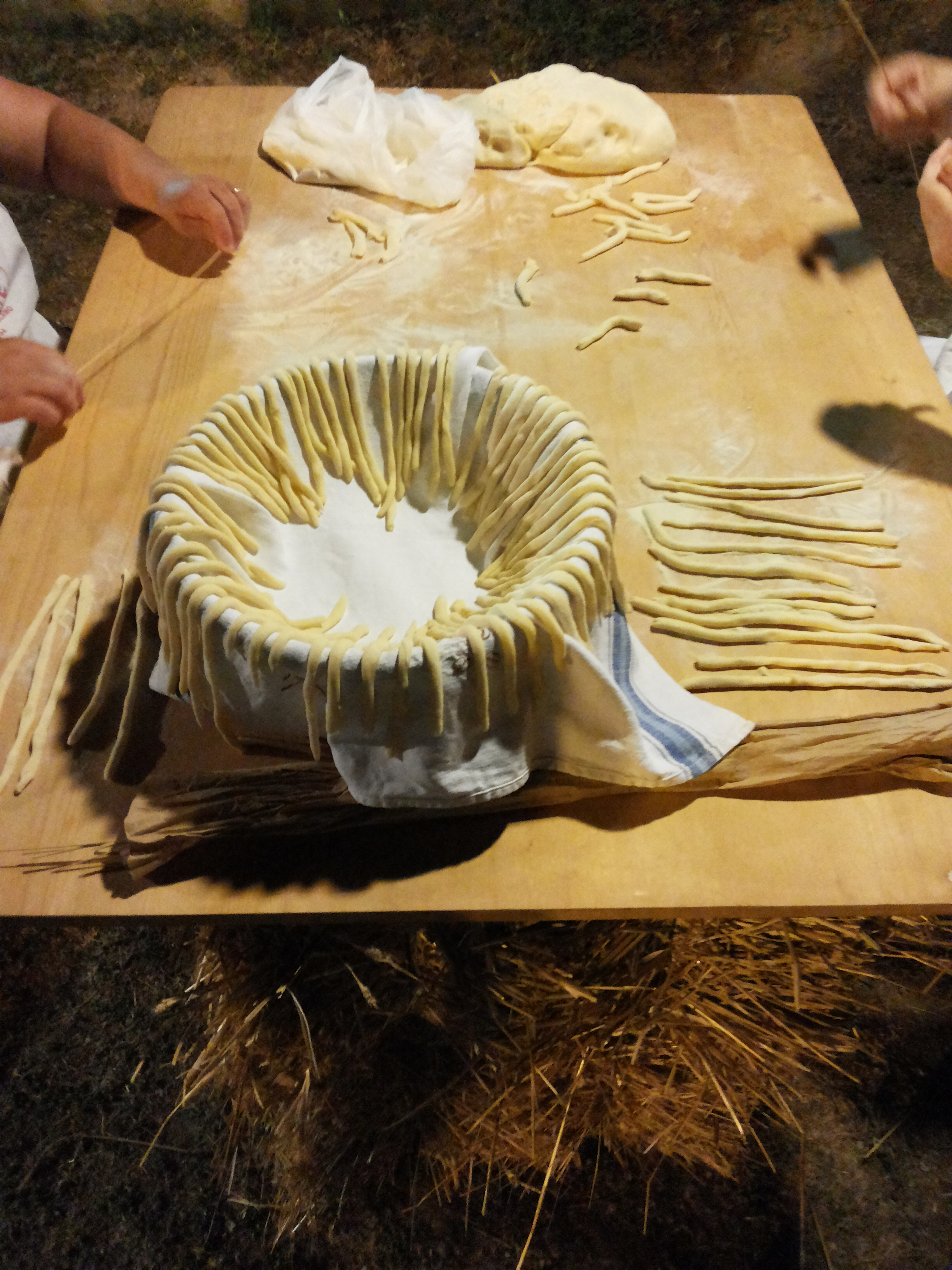
Gnoccoli fatti a mano

Il pesto alla trapanese   è un condimento tradizionale originario di Trapani, utilizzato principalmente per condire la pasta.
Si tratta di una salsa cruda, pestata con il mortaio, i cui ingredienti principali sono: l’olio, il basilico, il pomodoro, le mandorle, il pecorino e l'aglio rosso.
La pasta cu l'agghia (aglio in siciliano) infatti è un piatto tipico della cucina trapanese. 
I busiati col pesto alla trapanese sono inseriti tra i Prodotti agroalimentari tradizionali siciliani riconosciuti dal Ministero delle Politiche Agricole, Alimentari e Forestali, su proposta della Regione Siciliana.

## Storia
È un piatto antico: nel porto di Trapani si fermavano le navi genovesi, provenienti dall'Oriente, che  portarono la tradizione dell'agliata ligure, a base d'aglio e noci, che fu dai marinai trapanesi elaborato con i prodotti della loro terra, il pomodoro e le mandorle.
La pasta utilizzata tradizionalmente sono le busiate (o busiati), una pasta fresca, sorta di maccheroni attorcigliati con un ramo di busa, che in siciliano è il fusto della disa, ma anche un filo di giunco (in siciliano iuncu) essiccato.
Altra antica pasta utilizzata sono gli gnoccoli, lunghi circa 15 cm e larghi mezzo, "incavati" a mano con le dieci dita. Si possono però utilizzare anche bucatini o linguine.
Tradizionalmente questo piatto è accompagnato da melanzane o patate fritte, ma anche pesce fritto (menola, retunno, cicerello).

### Altri piatti
Oltre che come condimento della pasta, viene usato anche in un altro piatto tradizionale, i babbaluci cu l'agghia, che sono delle lumachine di terra (Theba pisana) bollite e poi condite con questa salsa fredda.

## Commercializzazione

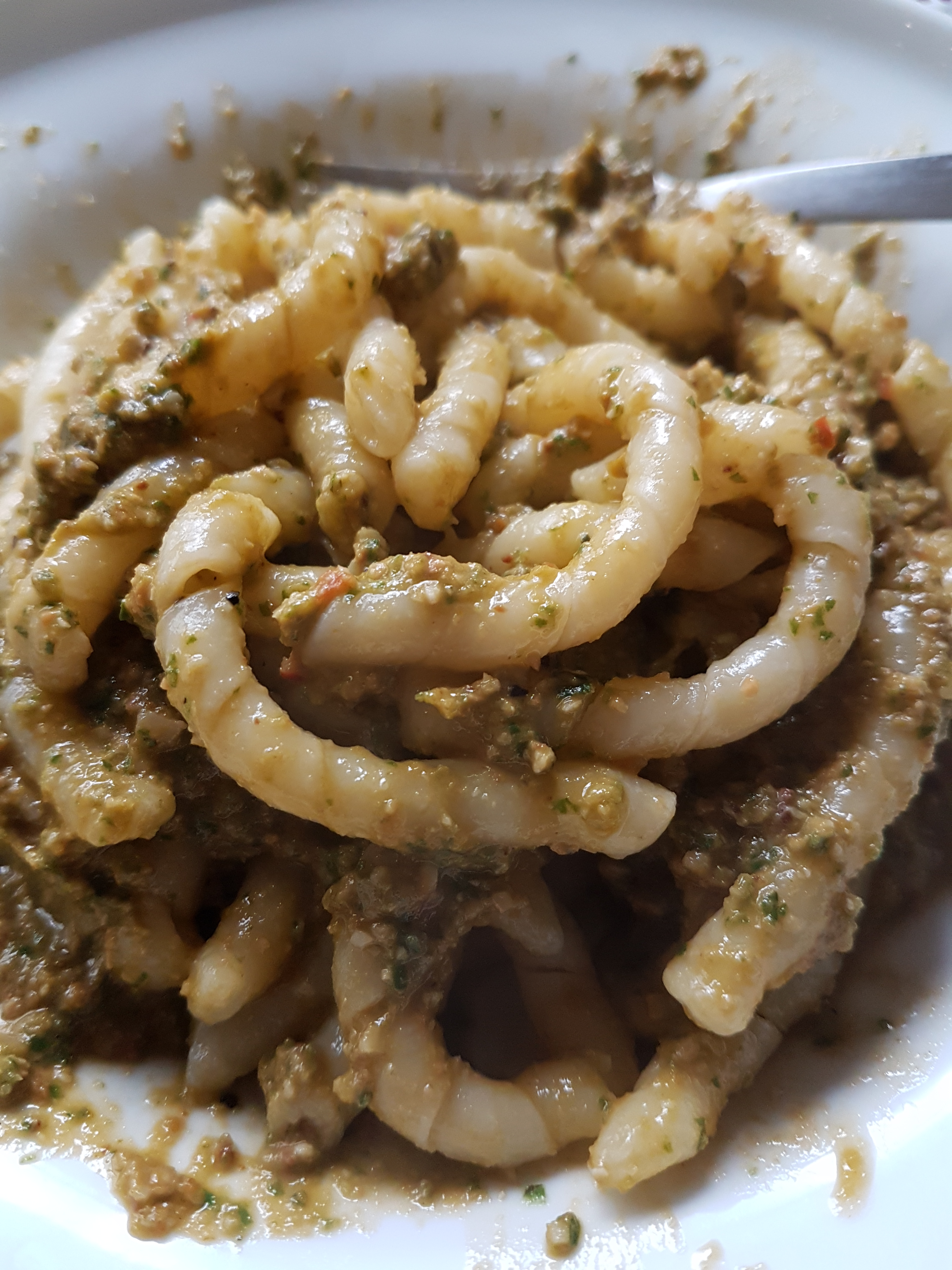
Busiate con il pesto alla trapanese

È una preparazione casalinga, che può conservarsi qualche giorno in frigorifero, coprendola completamente con l'olio d'oliva.
Un tempo era solo un prodotto artigianale, oggi alcune aziende alimentari ne commercializzano uno  come "Pesto siciliano".